# 15회 농심 신라면배 세계바둑 최강전
15회 농심 신라면배 세계바둑 최강전은 대한민국, 중국, 일본의 국가대항 단체전으로 중국이 우승했다.  

## 대국 결과
| 대국 | 대국일자 | 대국일자  | 차전  | 장소                            | 승자          | 패자                 | 결과              | 기보                             |
| ---- | -------- | --------- | ----- | ------------------------------- | ------------- | -------------------- | ----------------- | -------------------------------- |
| 1    | 2013년   | 10월 22일 | 1차전 | 중국 베이징 그랜드밀레니엄 호텔 | 판팅위 九단   | 야오쯔텅 初단        | 145수 흑 불계승   | [ 깨진 링크 ( 과거 내용 찾기 ) ] |
| 2    | 2013년   | 10월 23일 | 1차전 | 중국 베이징 그랜드밀레니엄 호텔 | 판팅위 九단   | 최기훈 四단          | 226수 흑 6집반승  | [ 깨진 링크 ( 과거 내용 찾기 ) ] |
| 3    | 2013년   | 10월 24일 | 1차전 | 중국 베이징 그랜드밀레니엄 호텔 | 판팅위 九단   | 안자이 노부아키 六단 | 166수 백 불계승   | [ 깨진 링크 ( 과거 내용 찾기 ) ] |
| 4    | 2013년   | 10월 25일 | 1차전 | 중국 베이징 그랜드밀레니엄 호텔 | 강동윤 九단   | 판팅위 九단          | 294수 백 불계승   | [ 깨진 링크 ( 과거 내용 찾기 ) ] |
| 5    | 2013년   | 12월 2일  | 2차전 | 부산 농심호텔                   | 강동윤 九단   | 고노 린 九단         | 204수 백 불계승   | [ 깨진 링크 ( 과거 내용 찾기 ) ] |
| 6    | 2013년   | 12월 3일  | 2차전 | 부산 농심호텔                   | 천야오예 九단 | 강동윤 九단          | 273수 흑 불계승   | [ 깨진 링크 ( 과거 내용 찾기 ) ] |
| 7    | 2013년   | 12월 4일  | 2차전 | 부산 농심호텔                   | 천야오예 九단 | 유키 사토시 九단     | 203수 흑 불계승   | [ 깨진 링크 ( 과거 내용 찾기 ) ] |
| 8    | 2013년   | 12월 5일  | 2차전 | 부산 농심호텔                   | 천야오예 九단 | 최철한 九단          | 268수 흑 18집반승 | [ 깨진 링크 ( 과거 내용 찾기 ) ] |
| 9    | 2013년   | 12월 6일  | 2차전 | 부산 농심호텔                   | 장쉬 九단     | 천야오예 九단        | 241수 흑 불계승   | [ 깨진 링크 ( 과거 내용 찾기 ) ] |
| 10   | 2013년   | 12월 7일  | 2차전 | 부산 농심호텔                   | 김지석 九단   | 장쉬 九단            | 222수 백 불계승   | [ 깨진 링크 ( 과거 내용 찾기 ) ] |
| 11   | 2014년   | 2월 25일  | 3차전 | 중국 상하이 그랜드센트럴 호텔   | 탄샤오 七단   | 김지석 九단          | 235수 흑 불계승   | [ 깨진 링크 ( 과거 내용 찾기 ) ] |
| 12   | 2014년   | 2월 26일  | 3차전 | 중국 상하이 그랜드센트럴 호텔   | 박정환 九단   | 탄샤오 七단          | 265수 흑 1집반승  | [ 깨진 링크 ( 과거 내용 찾기 ) ] |
| 13   | 2014년   | 2월 27일  | 3차전 | 중국 상하이 그랜드센트럴 호텔   | 박정환 九단   | 저우루이양 九단      | 220수 백 불계승   | [ 깨진 링크 ( 과거 내용 찾기 ) ] |
| 14   | 2014년   | 2월 28일  | 3차전 | 중국 상하이 그랜드센트럴 호텔   | 스웨 九단     | 박정환 九단          | 133수 흑 불계승   | [ 깨진 링크 ( 과거 내용 찾기 ) ] |

결과: 중국 우승 (8승 4패), 대한민국 준우승 (5승 5패), 일본 3위 (1승 5패)